# Above the Rim
Above the Rim è un film del 1994 diretto da Jeff Pollack. La trama è stata scritta da Pollack e dal giornalista Barry Michael Cooper, ed è tratta da una storia di Pollack e Benny Medina.
Il film, con Duane Martin, Leon Robinson, Tupac Shakur, Marlon Wayans, Christopher Andrews e Wood Harris, racconta la storia di una promessa del basket liceale di New York e del suo rapporto con due persone; uno spacciatore di droga e un'altra star del basket ora guardia di sicurezza del suo ex-liceo.
Il film è uscito nelle sale americane il 23 marzo 1994, incassando 3.738.800 dollari nel week-end d'esordio, per arrivare ad un totale di 16.192.320 dollari.

## Trama
Un giovane atleta che aspira ad arrivare nell'NBA è costretto a prendere delle pesanti decisioni riguardante lo sport e la sua vita. Kyle Watson è un giocatore di basket con molto talento, che sta per diplomarsi. Mentre si trova ad aspettare di scoprire se riceverà o no una borsa di studio per la Georgetown University si trova a dover affrontare un dilemma: deve decidere se giocare il torneo del quartiere e seguire il suo buon coach o Birdie e Motaw, due "gangsta" locali. Kyle si trova inoltre ad avere un risentimento per la guardia di sicurezza del liceo Tony "Shep" Sheppard perché sua madre si è innamorata di lui. Coincidenza vuole che l'allenatore di Kyle vuole far giocare al torneo anche Shep, dotatissimo giocatore. In seguito si scopre che Shep non è altro che il fratello maggiore di Birdie. 
Dopo la morte dell'amico Nutso però sembra che Shep non voglia più giocare di nuovo.

## Colonna sonora
1. "Anything" - SWV (Produced by Brian Morgan)
  - Samples "Get up and Dance" by Freedom
2. "Old Time's Sake" - Sweet Sable (Produced by Nikke Nikole)
  - Samples "Intimate Friends" by Eddie Kendricks
3. "Part time lover" - H-Town (Produced by Devante Swing)
4. "Big Pimpin" - Tha Dogg Pound feat. Snoop Dogg, Nate Dogg and Big Pimpin' Delemond (Produced by Dat Nigga Daz)
5. "Don't mean to turn you on" - 2nd II None (Produced by  2nd II None, DJ Quik)
  - "Samples "I Don't Believe You Want to Get Up and Dance (Oopps)" by the Gap Band
6. "Doggy style" - DJ Rogers (Produced by Suamana Brown)
7. "Regulate" - Warren G. featuring Nate Dogg (Produced by Warren G)
  - Samples "Sign of the Times" by Bob James and "I Keep Forgettin'" by Michael McDonald
8. "Pour Out a Little Liquor" - 2Pac & Thug Life (Produced by Johnny J)
  - Samples "Cry Together" by the O'Jays
9. "Gonna Give it to ya" - Jewell Featuring Aaron Hall (Produced by Paisley)
10. "Afro Puffs" - Lady of Rage featuring Snoop Doggy Dogg (Produced by Dr. Dre)
  - Samples "Superman Lover" (Intro) by  Johnny "Guitar" Watson
11. "Just so Ya No" - CPO Featuring Boss hogg (Produced by Tony Green)
  - Samples "Tonight's the Night" by Raydio
12. "Hoochies need love too" - Paradise (Produced by S "Bright Eyes" Riley, Suamana Brown)
  - Samples "Groove with You" by the Isley Brothers
13. "I'm still in Love with You" - Al B. Sure! (Produced by Al B. Sure!)
  - Remake of "I'm still in Love with You" by Al Green and Willie Mitchell
14. "Crack'em" - O.F.T.B. (Produced by DJ Quik, O.F.T.B., T.K.O.)
  - Samples "Playing Your Game Baby" by Barry White
15. "U Bring Da Dog Out" - Rhythm & Knowledge (Produced by Sean "Barney" Thomas)
16. "Blowed Away" - B-Rezell (Produced by Devante Swing and Timbaland)
17. "It's Not Deep Enough"- Jewell (Produced by Mr. Dalvin)
  - Samples "Wind Parade" by Donald Byrd
18. "Dogg Pound 4 Life" - Tha Dogg Pound feat. Snoop Dogg (Produced by Dat Nigga Daz)
19. "Pain" - 2pac feat. Stretch (Produced by Reginald Heard - disponibile solo in cassetta)
  - Samples "Living Inside Your Love" by Earl Klugh
20. "Loyal to the Game" - 2Pac feat. Treach and Riddler (Produced by Stretch - disponibile solo in cassetta)
  - Samples "Sparkle" by Cameo
21. "Mi Monie Rite" by Lord G (Produced by Tony Green - disponibile solo in cassetta)

## Premi e riconoscimenti
- 1995 MTV Movie Awards: Best Movie Song — Regulate by Warren G. (nominated)